# Venus (Shocking-Blue-Lied)
Venus ist ein Rocksong der niederländischen Band Shocking Blue aus dem Jahr 1969, der von Robbie van Leeuwen geschrieben und produziert wurde. 

## Entstehung
Bei der Melodie orientierte sich van Leeuwen am Tim-Rose-Stück The Banjo Song, der 1964 erschienen war. Sängerin bei Shocking Blue war Mariska Veres (1947–2006); die Sitar spielte Jerry Ross (1933–2017). Das Original von Venus erschien am 2. Oktober 1969 und wurde in den USA und der Schweiz ein Nummer-eins-Hit. In Filmen wie Die Brady Family und Der dritte Frühling – Freunde, Feinde, Fisch & Frauen wurde diese Version von Venus verwendet.

## Kommerzieller Erfolg

### Chartplatzierungen
| ChartsChartplatzierungen       | Höchstplatzierung | Wochen |
| ------------------------------ | ----------------- | ------ |
| Deutschland (GfK)              | 2 (24 Wo.)        | 24     |
| Niederlande (Media Markt)      | 3 (26 Wo.)        | 26     |
| Österreich (Ö3)                | 2 (20 Wo.)        | 20     |
| Schweiz (IFPI)                 | 1 (18 Wo.)        | 18     |
| Vereinigte Staaten (Billboard) | 1 (14 Wo.)        | 14     |
| Vereinigtes Königreich (OCC)   | 8 (11 Wo.)        | 11     |

| ChartsJahrescharts (1969) | Platzierung |
| ------------------------- | ----------- |
| Niederlande (Media Markt) | 14          |

| ChartsJahrescharts (1970)      | Platzierung |
| ------------------------------ | ----------- |
| Deutschland (GfK)              | 23          |
| Niederlande (Media Markt)      | 31          |
| Österreich (Ö3)                | 8           |
| Vereinigte Staaten (Billboard) | 33          |

### Auszeichnungen für Musikverkäufe
| Land/Region               | Auszeichnungen für Musikverkäufe (Land/Region, Auszeichnung, Verkäufe) | Verkäufe  |
| ------------------------- | ---------------------------------------------------------------------- | --------- |
| Vereinigte Staaten (RIAA) | Gold                                                                   | 1.000.000 |
| Insgesamt                 | 1× Gold ·                                                              | 1.000.000 |

## Coverversion von Bananarama
1986 nahmen Bananarama Venus für ihr Album True Confessions neu auf. Die Gruppe hatte die Idee, aus dem Lied eine Danceversion zu machen, und wendete sich an das Produzententeam Stock Aitken Waterman. Diese Version wurde am 19. Mai 1986 veröffentlicht und belegte ebenfalls in den Vereinigten Staaten und der Schweiz Platz eins der Charts.
In der Episode Der Diktator von Isla Islad von American Dad wurde diese Version verwendet; ebenso als Jingle in einer Damenrasierer-Werbung von Gillette. Auch in den Filmen Romy und Michele und American Pie – Jetzt wird geheiratet wurde Bananaramas Fassung von Venus verwendet. 

### Chartplatzierungen
| ChartsChartplatzierungen       | Höchstplatzierung | Wochen |
| ------------------------------ | ----------------- | ------ |
| Deutschland (GfK)              | 2 (17 Wo.)        | 17     |
| Österreich (Ö3)                | 7 (12 Wo.)        | 12     |
| Schweiz (IFPI)                 | 1 (17 Wo.)        | 17     |
| Vereinigte Staaten (Billboard) | 1 (19 Wo.)        | 19     |
| Vereinigtes Königreich (OCC)   | 8 (13 Wo.)        | 13     |

| ChartsJahrescharts (1986)      | Platzierung |
| ------------------------------ | ----------- |
| Deutschland (GfK)              | 10          |
| Schweiz (IFPI)                 | 5           |
| Vereinigte Staaten (Billboard) | 38          |

### Auszeichnungen für Musikverkäufe
| Land/Region                  | Auszeichnungen für Musikverkäufe (Land/Region, Auszeichnung, Verkäufe) | Verkäufe |
| ---------------------------- | ---------------------------------------------------------------------- | -------- |
| Frankreich (SNEP)            | Silber                                                                 | 250.000  |
| Kanada (MC)                  | Platin                                                                 | 100.000  |
| Vereinigtes Königreich (BPI) | Silber                                                                 | 200.000  |
| Insgesamt                    | 2× Silber · 1× Platin ·                                                | 550.000  |

## Weitere Coverversionen
- 1970: Kirka
- 1970: Tom Jones
- 1978: Sacha Distel
- 1981: Stars on 45 (Stars on 45 Medley)
- 1986: Weird Al Yankovic (Polka Party!)
- 1986: Saragossa Band
- 1998: Volker Rosin
- 2000: Exilia
- 2001: Jive Bunny & the Mastermixers (Ultimate 80s Party)
- 2002: Frank Lüdecke (Liveversion)
- 2003: No Angels
- 2003: She-Male Trouble
- 2004: Barbara Clear
- 2005: Desorden Público
- 2009: Kumi Kōda
- 2012: Sandra van Nieuwland
- 2025: Royal Republic